# Edificio LUCIA
El Edificio Lucía es un espacio formado por laboratorios y espacios para spin-off relacionados con la nutrición, patologías del metabolismo y TIC. Está situado en el Campus Miguel Delibes de la Universidad de Valladolid, España.  

## Premios
El Edificio Lucía ha obtenido diversos premios en diferentes categorías como son:
- Primer premio en Construcción Sostenible. Categoría: Equipamiento.[1]
- Tercer premio en el Mediterranean Sustainable Architecture 2013. Categoría: Cultural.[2]
- Premio EESAP Veka. 6º Congreso Europeo sobre Eficiencia Energética y Sostenibilidad en Arquitectura y Urbanismo.[3]
- Premio Green Building Solutions 2015.[4]
- Premio EnerAgen 2015. Categoría: Edificación.[5]